# Partido da Liberdade (Lituânia)
O Partido da Liberdade (em lituano: Laisvės partija, LP) é um partido político liberal da Lituânia. Atualmente, faz parte do governo liderado por Ingrida Šimonytė.
O partido tem as suas raízes na lista do Presidente da Câmara de Vilnius, Remigijus Šimašius, "Por Vilnius, da qual nos orgulhamos!", que venceu o conselho da capital lituana e as eleições para Presidente da Câmara.
De acordo com o programa do Partido da Liberdade, o partido defende:
- Sem novos impostos
- Legalização de uniões entre pessoas do mesmo sexo
- Neutralidade carbónica até 2040
- Descriminalização das drogas
- Possibilidade de prestar serviço militar como serviço civil, por exemplo, em hospitais ou escolas
- Reconhecimento do Estado de Taiwan (República da China) como um país separado da República Popular da China.

## Resultados eleitorais

### Eleições legislativas
| Data | Líder             | M. Proporcional | M. Proporcional | M. Proporcional | M. Proporcional | M. Proporcional | M. Uninominal | M. Uninominal | M. Uninominal | M. Uninominal | M. Uninominal | Deputados | +/- | Estatuto |
| Data | Líder             | Cl.             | Votos           | %               | +/-             | D               | Cl.           | Votos         | %             | +/-           | D             | Deputados | +/- | Estatuto |
| ---- | ----------------- | --------------- | --------------- | --------------- | --------------- | --------------- | ------------- | ------------- | ------------- | ------------- | ------------- | --------- | --- | -------- |
| 2020 | Aušrinė Armonaitė | 5.º             | 292 124         | 9,45 / 100,00   |                 | 8               | 6.º           | 72 046        | 6,47 / 100,00 |               | 0             | 11 / 141  |     | Governo  |
| 2020 | Aušrinė Armonaitė | 5.º             | 292 124         | 9,45 / 100,00   | 4.º             | 8               | 72 288        | 8,14 / 100,00 |               | 3             |               | 11 / 141  |     | Governo  |
| 2024 |                   |                 |                 |                 |                 |                 |               |               |               |               |               |           |     |          |